# Кобилино
Кобилино е село в Южна България. То се намира в община Ивайловград, област Хасково.
В селото се намира храм „Света Тереза на Младенеца Исус“, който е част от източнокатолическата (униатска) църква в България. Храмът не е действащ в момента. Черквата е изградена през XIX век за 130 българи униати, които са бежанци от Тракия.